# Kibera

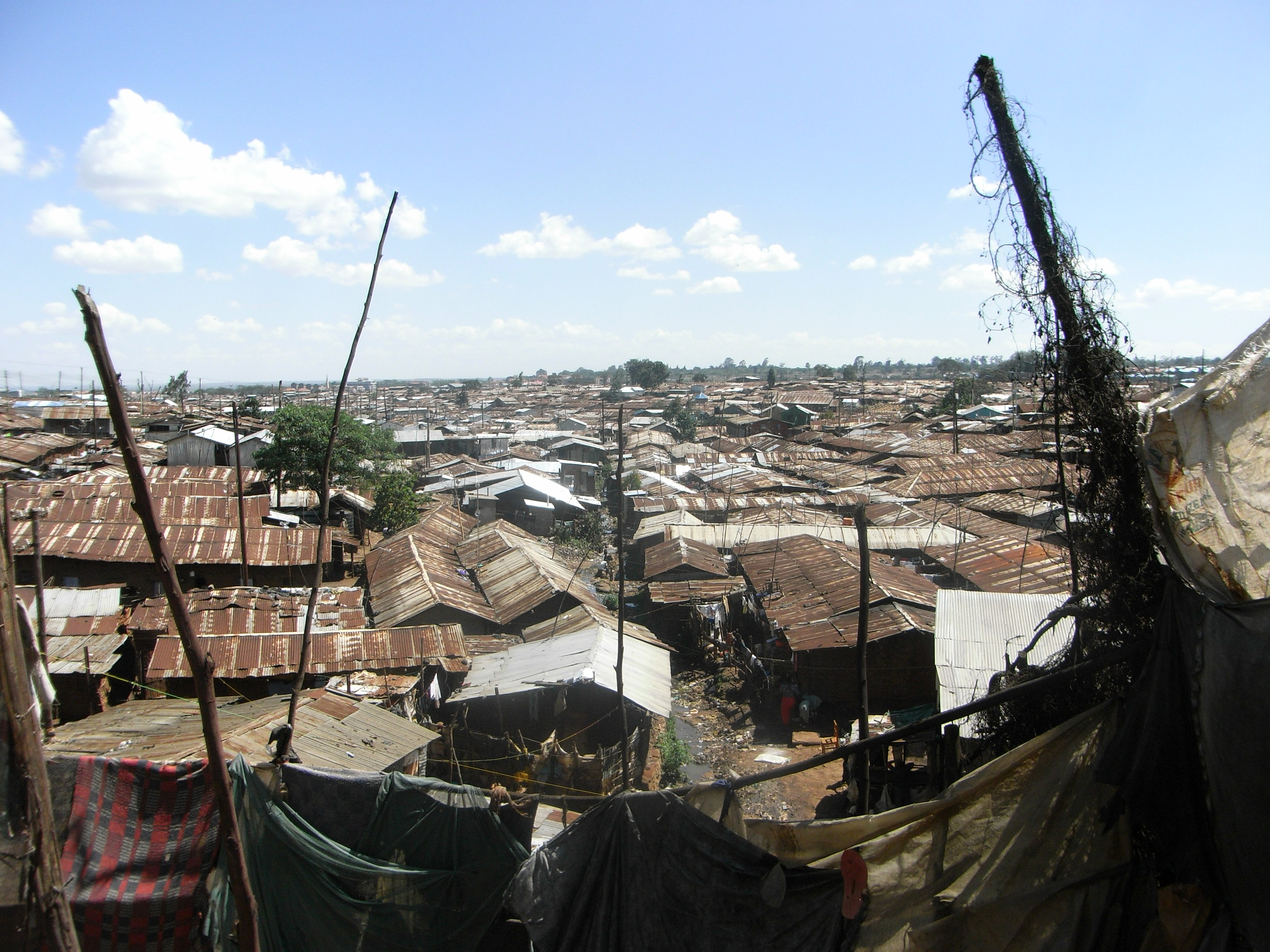
Kibera

Kibera – dzielnica slumsów w Nairobi, w Kenii. Największa dzielnica biedy w Afryce Wschodniej i druga pod względem wielkości na kontynencie.
Dzielnica znajduje się ok. 7 km na południowy zachód od centrum Nairobi, a jej szacowana powierzchnia to 2,5 km². Kibera ma ponad 800 tys. mieszkańców, w tym prawie połowę poniżej 15. roku życia. Szacuje się, że około 10% ludności Kibery jest zakażona wirusem HIV. Domy w dzielnicy mają ok. 15 m² ze średnią 5 mieszkańców na budynek. W Kiberze panują trudne warunki sanitarne.
Kibera jest podzielona na 13 wiosek, w skład których wchodzą między innymi: Kianda, Soweto, Gatwekera, Kisumu Ndogo, Lindi, Laini Saba, Siranga/Undugu, Makina i Mashimoni.

## Historia
Słowo "Kibera" w języku nubijskim oznacza "dżunglę". Zalążek Kibery powstał w 1912, kiedy to władze kolonii brytyjskiej stworzyły osadę dla 600 nubijskich żołnierzy oddziału Kings African Rifles oraz ich rodzin.